# Pilar Lima
Pilar Lima Gozálvez (Valencia, 21 novembre 1977) è una politica spagnola, membro della comunità sorda.

## Biografia
È la prima senatrice sorda della Spagna, eletta per il partito Podemos. Parla la lingua dei segni spagnola ed è anche una docente della stessa.
Dal 2020 è segreteria generale del partito Podemos nella Comunità Valenciana.

## Nome-segno
Il suo nome segno è due dita (anulare e medio) appoggiati sulla guancia destra.